# Chimney Rock National Historic Site
Artikeln behandlar klippan i västra Nebraska. För andra betydelser, se Chimney Rock.

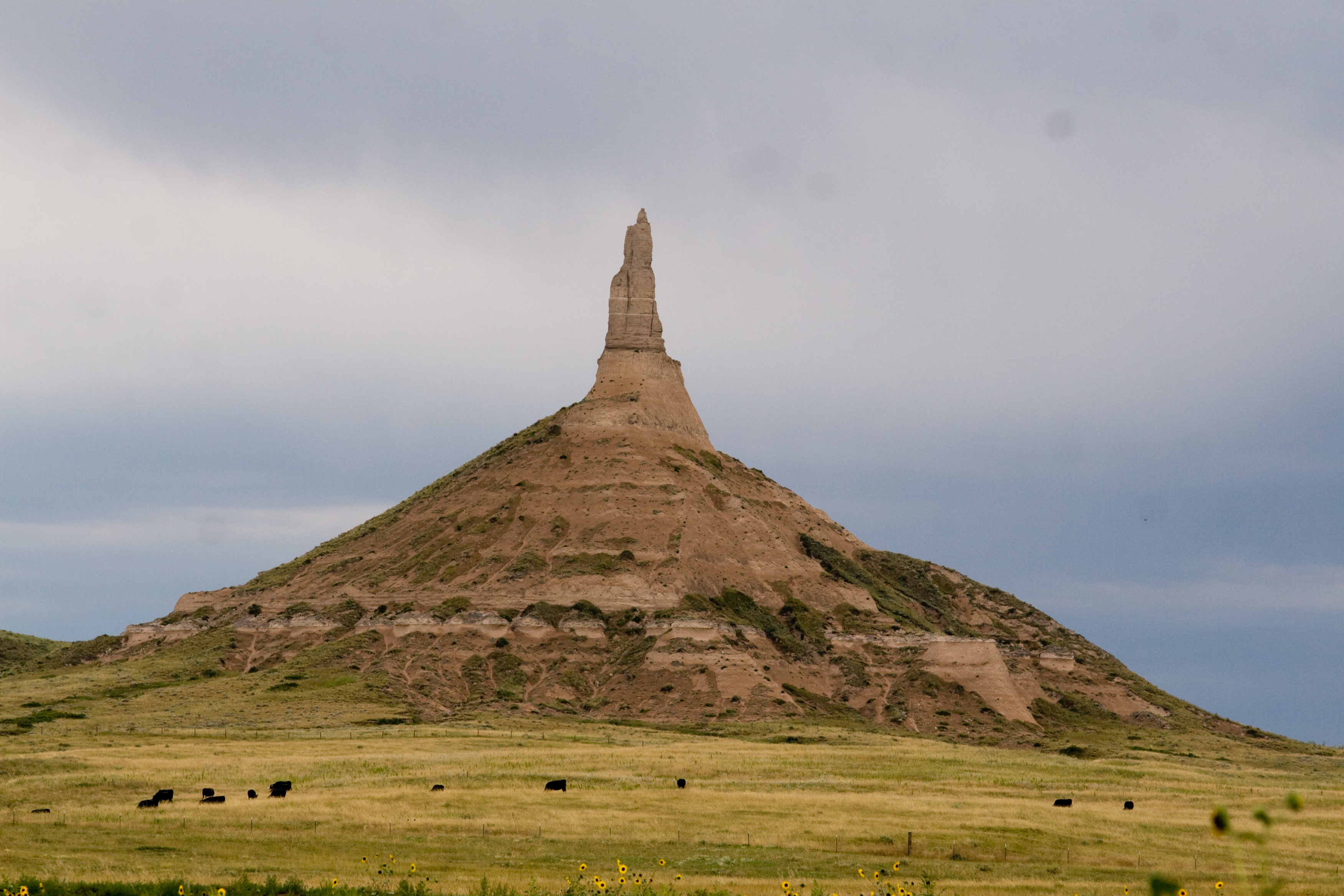
Chimney Rock sedd från nordost.

Chimney Rock National Historic Site är en klippformation i den amerikanska delstaten Nebraska, belägen i North Platte Rivers floddal i Morrill County, omkring 5 kilometer söder om staden Bayard. 
Toppen sticker upp omkring 90 m över den omgivande floddalens nivå och ligger på 1 289 m höjd över havet.
Klippan var ett känt landmärke vid Oregon Trail och andra nybyggarleder västerut genom Nebraska under mitten av 1800-talet. Den är sedan 1956 av amerikanska myndigheter klassad som National Historic Site och administreras av Nebraska State Historical Society. Klippans topp har under senare år påverkats av erosion och blixtnedslag och är något lägre än den framstår på fotografier från början av 1900-talet.